# 패트릭 브린
패트릭 브린(영어: Patrick Breen, 1960년 10월 26일 ~ )은 미국 출생의 미국의 배우이다.

## 출연 작품
- 애프터 루이 (2017)
- 모스트 바이어런트 (2014)
- 드래프트 데이 (2014)
- 더 브리딩 (2010)
- 리오 섹스 코미디 (2010)
- 스페이스 침스 - 자톡의 역습 3D (2010)
- 틴에이지 뱀파이어 (2009)
- 일라이스톤 (2008)
- 스페이스 침스 (2008)
- 이웃 (2007)
- 크리스마스 건너뛰기 (2004)
- 조안 오브 아카디아 (2003)
- 라디오 (2003)
- 스타크 레이빙 매드 (2002)
- 저스트 어 키스 (2002)
- 저스트 티켓 (1999)
- 갤럭시 퀘스트 (1999)
- 원 트루 씽 (1998)
- 콜린 피츠 살아있다! (1997)
- 맨 인 블랙 (1997)
- 스위트 낫씽 (1995)
- 폴링 엔젤스 (1993)
- 사랑 게임 (1993)
- 패스 어웨이 (1992)
- 법과 질서 (1990)
- 캠퍼스 연애 소동 (1989)
- 원 라이프 투 리브 (1968)